# Cinthia Zarabia
Cinthia Zarabia (nacida el 24 de noviembre de 1992 en Calabozo, Venezuela) es una futbolista profesional venezolana que se desempeña en el terreno de juego como mediocampista ofensiva y delantera; su actual equipo es el Junior de Barranquilla de la Liga Profesional Femenina de Fútbol de Colombia.

## Clubes
| Club                      | País      | Año           |
| ------------------------- | --------- | ------------- |
| Estudiantes de Guarico FC | Venezuela | 2010-2016     |
| Unión Magdalena           | Colombia  | 2017          |
| Junior de Barranquilla    | Colombia  | 2018-presente |

### Resumen estadístico
| Competición     | Partidos | Goles | Promedio |
| --------------- | -------- | ----- | -------- |
| Unión Magdalena | 7        | 10    | 0,70     |
| Junior          | 0        | 1     | 0        |
| Total           | 7        | 11    | 0,63     |

## Palmarés
- Juegos Centroamericanos y del Caribe 2010 - Campeona
- Liga Nacional de Fútbol Femenino de Venezuela 2013 - Campeona
- Liga Nacional de Fútbol Femenino de Venezuela 2015 - Campeona
- Copa Libertadores Femenina 2016 - Subcampeona